# Surogatno majčinstvo
Surogatno majčinstvo, (engl. surrogate motherhood) je odnos - koji često uključuje medicinski potpomognutu oplodnju - gdje jedna žena iznosi trudnoću za osobu ili par koji potom posvaja dijete.
U praksi postoje slučajevi u kojima bliska članica obitelji (npr. sestra žene koja ne može zatrudnjeti ili iznijeti trudnoću) pristaje biti surogatna majka. U praksi su, međutim, češći slučajevi gdje su surogatne majke neznanke: to se naziva "komercijalnim surogatnim majčinstvom"(engl. "commercial surrogacy"), gdje neplodni parovi iz razvijenih zemalja pohode centre za umjetnu oplodnju u siromašnijim zemljama. Glavno "tržište" za tu djelatnost je trenutačno Indija, te se procjenjuje da ondje djeluje čak tri tisuće klinika koje nude takve usluge: aražman koji uključuje usluge klinike i nagradu surogatnoj majci koštao je ondje 2018. god. skromnih 11.000 američkih dolara. U Ukrajini, u kojoj se također obavlja značajni broj takvih poroda, procedura je nešto skuplja: poduzeće koje organizira najveći broj surogatnih majčinstva u toj zemlji nudi "kompletnu uslugu" za 40.000 EUR, od čega približno polovina odlazi ženi koja iznese trudnoću. U Ukrajini je usluge surogatnog majčinstva dopušteno pružati jedino heteroseksualnim bračnim parovima, koji mogu dokazati da nisu u stanju imati djecu sami. Glavni liječnik ukrajinskog poduzeća koje pruža najveći broj usluga vezanih uz surogatno majčinstvo prenosi svoje osobno iskustvo da žene koje kod njih stupaju u takve aranžmane - bez iznimke to čine zbog neimaštine: "Nisam susreo niti jednu ženu s dobrom ekonomskom situacijom koja se odlučila da kroz ovaj proces prođe zbog svoje dobrote, jer bi mislila da ima dovoljno djece i htjela bi pomoći i drugima da ih imaju. One to čine jer im nedostaje novca da kupe kuću, da obrazuju svoju djecu. Tko ima dobar život u Europi, neće to učiniti."
Među medijski osobito praćene slučajeve spadaju aranžmani u kojima su djecu dobili slavni britanski glazbenik sir Elton John i njegov istospolni partner David Furnish. U medijima na engleskom govornom području veliku pažnju je privukao slučaj "Baby Gemma" iz 2014., gdje je surogatna majka iz Tajlanda iznijela trudnoću za australski par, uz nagradu od 15.000 američkih dolara; rođeni su blizanci, od koji je jedan bolovao od Downovog sindroma - taj je dječak ostavljen majci. Nakon toga su tajlandske vlasti najavile donošenje zakona kojima bi se surogatno majčinstvo stavilo izvan zakona.
Surogatno majčinstvo je u Hrvatskoj zabranjeno, te Kazneni zakon za takvu praksu predviđa kaznu od jedne do deset godina zatvora.
Katolička Crkva protivi se surogat majčinstvu, koje smatra nemoralnim. Paragraf 2376 Katekizma Katoličke Crkve kaže da: "Tehnike koje uzrokuju odvajanje roditelja, zahvatom strane osobe u ženidbeni par (davanje sperme ili ženske gamete, posudba maternice), teško su nemoralne. Te tehnike (inseminacija i heterologna umjetna oplodnja) vrijeđaju pravo djeteta da bude rođeno od oca i majke koje poznaje i koji su među sobom vezani ženidbom. One su izdaja »isključivog prava supružnika da postanu otac i majka samo jedno pomoću drugoga«." Mnogi zagovornici ovog stajališta izražavaju zabrinutost da bi svetost braka mogla biti ugrožena uvrštavanje treće strane u bračni ugovor.

## Vanjske poveznice
- "Surrogate Motherhood", thefreedicionary.com - Legal dictionary

|  | Molimo pročitajte upozorenje o korištenju medicinskih informacija. Ne provodite liječenje bez savjetovanja s liječnikom! |